# 동아무용콩쿠르
동아무용콩쿠르는 동아일보에서 주최하는 무용 경연회이다. 1964년부터 시작되었고 초기에는 전국무용경연대회로 불리다가 1967년에 현재의 이름으로 개칭하였다. 콩쿠르는 매년 열리는데 1972년부터 1982년까지는 격년제로 진행되었다. 일반부와 학생부를 나누어 시상하고 있으며 과거에는 일반부 금상 입상자에게 병역 특례가 주어졌지만 2008년을 끝으로 병역 특례는 주어지지 않는다.

## 수상자

### 대상
| 연도   |                | 부문                                          | 이름 |
| ------ | -------------- | --------------------------------------------- | ---- |
| 1967년 | 한국 무용      | 최유희 (상명여자고등학교)                     |      |
| 1970년 | 서양 무용      | 정미용 (국립무용단)                           |      |
| 1967년 | 한국 무용      | 최유희 (상명여자고등학교)                     |      |
| 1972년 | 한국 무용      | 정재만 (경희대학교)                           |      |
| 1974년 | 서양 무용      | 박인자 (수도여자사범대학교)                   |      |
| 1982년 | 발레           | 김순정 (서울대학교)                           |      |
| 1983년 | 발레           | 문영철 (조선대학교)                           |      |
| 1984년 | 현대 무용      | 홍승엽 (경희대학교)                           |      |
| 1985년 | 발레           | 정형수 (세종대학교) · 김인선 (세종대학교)     |      |
| 1988년 | 발레           | 백영태 (조선대학교) · 정미자 (이화여자대학교) |      |
| 1989년 | 발레           | 이원국 (중앙대학교)                           |      |
| 1994년 | 발레           | 전은선 (이화여자대학교)                       |      |
| 1995년 | 현대 무용      | 김형남 (세종대학교)                           |      |
| 1997년 | 현대 무용      | 윤병주 (이화여자대학교)                       |      |
| 1998년 | 현대 무용      | 신창호 (한국예술종합학교)                     |      |
| 1999년 | 발레           | 황혜민 (한국예술종합학교)                     |      |
| 2001년 | 한국 창작 무용 | 최진욱 (한성대학교)                           |      |
| 2003년 | 한국 창작 무용 | 조재혁 (한국예술종합학교)                     |      |
| 2004년 | 한국 창작 무용 | 김남건 (한국예술종합학교)                     |      |
| 2005년 | 현대 무용      | 정석순 (한성대학교)                           |      |
| 2006년 | 현대 무용      | 류장현 (세종대학교)                           |      |
| 2008년 | 현대 무용      | 이선태 (한국예술종합학교)                     |      |
| 2009년 | 한국 창작 무용 | 조용진 (한국예술종합학교)                     |      |
| 2010년 | 발레           | 김명규 (한국예술종합학교)                     |      |
| 2011년 | 현대 무용      | 진병철 (경희대학교)                           |      |
| 2012년 | 한국 창작 무용 | 이혁 (한국예술종합학교)                       |      |
| 2013년 | 현대 무용      | 이주미 (한국예술종합학교)                     |      |

### 학생부
- 학생부는 1987년부터 시상하였다.

| 연도   |                                              | 한국 전통 무용                               | 한국 창작 무용                               | 현대 무용                                    | 발레 |
| ------ | -------------------------------------------- | -------------------------------------------- | -------------------------------------------- | -------------------------------------------- | ---- |
| 1987년 | 시상하지 않음                                | 금상 은혜진 은상 류시현 동상 김명선          | 동상 이은주                                  | 금상 김나영 은상 박소현 동상 신순주          |      |
| 1988년 | 시상하지 않음                                | 금상 손미정 은상 김유경 동상 김윤수          | 금상 정정아 은상 박우진 동상 조미희          | 금상 신무섭 은상 김여경 동상 신순주          |      |
| 1989년 | 시상하지 않음                                | 금상 김정민 은상 이선아 동상 홍승희          | 금상 김정아 은상 진윤정 동상 김혜진          | 금상 임혜경 은상 문호 동상 이종은            |      |
| 1990년 | 시상하지 않음                                | 금상 서연경 은상 김혜윤 동상 박영미          | 금상 허현주 은상 박소현 동상 정성경          | 금상 조주현 은상 송정근 동상 최소빈          |      |
| 1991년 | 시상하지 않음                                | 금상 이승아 은상 황정례 동상 박선주          | 금상 김현진 은상 이승대 동상 조양희          | 금상 전은선 은상 유승진 동상 서로사          |      |
| 1992년 | 시상하지 않음                                | 금상 박주은 은상 류경아 동상 이정화          | 금상 류희주 은상 박창민 동상 조세진          | 금상 김창기 은상 이순주 동상 조주환          |      |
| 1993년 | 시상하지 않음                                | 금상 허필 은상 배문정 동상 홍성미 · 이경숙   | 금상 전연희 은상 배임숙 동상 박소현          | 금상 김애정 은상 홍준호 동상 장수경          |      |
| 1994년 | 시상하지 않음                                | 금상 안정연 은상 설자영 동상 박성진          | 금상 안진 은상 박상희 동상 정연수            | 금상 김정은 은상 장수경 · 김혜원             |      |
| 1995년 | 시상하지 않음                                | 금상 박지윤 은상 임희영 동상 안덕기          | 금상 남윤경 은상 정승혜 동상 이은강          | 금상 김주원 은상 연지은 동상 김인영          |      |
| 1996년 | 시상하지 않음                                | 금상 강지영 은상 강민숙 동상 장혜정          | 금상 차진엽 은상 이분홍 동상 조하얀          | 금상 전효정 은상 노보연 동상 김현주          |      |
| 1997년 | 시상하지 않음                                | 금상 천세은 은상 정지은 동상 박현민          | 금상 강해성 은상 양수경 동상 이선미          | 금상 이원철 은상 황혜민 · 민홍일             |      |
| 1998년 | 시상하지 않음                                | 금상 김유정 은상 김지연 동상 이승연          | 금상 신명숙 은상 왕세라 동상 홍찬주          | 금상 홍미선 은상 박연정 동상 박주영          |      |
| 1999년 | 시상하지 않음                                | 금상 이지원 은상 김성연 동상 이진아          | 금상 이호연 은상 이용우 동상 최문석          | 금상 배금숙 은상 송수연 동상 권미숙 · 김학윤 |      |
| 2000년 | 시상하지 않음                                | 금상 서지연 은상 이지나 동상 김민정          | 금상 권선애 은상 강주경 동상 이민영          | 금상 김소라 은상 강규임 · 배소희             |      |
| 2001년 | 시상하지 않음                                | 금상 김남건 은상 이재은 동상 이영은          | 금상 성창용 은상 오주연 동상 하야로비        | 금상 임정윤 은상 오혜승 동상 김지윤          |      |
| 2002년 | 금상 신영정 은상 문하연 동상 권효진          | 금상 손은형 은상 박송이 동상 김기석          | 금상 장혜주 은상 조장수 동상 박은영          | 금상 서동은 은상 손서경 동상 김나은          |      |
| 2003년 | 금상 윤하영 은상 양은영                      | 금상 윤소원 은상 유민정 동상 조용진 · 배찬호 | 금상 최수진 은상 안남근 동상 임현진          | 금상 정선경 은상 김하예린 동상 박현준        |      |
| 2004년 | 금상 박시원 은상 조현화 동상 원선애          | 금상 황시예 은상 장혜림 동상 김명미          | 금상 조혜원 은상 임현진 동상 김래윤 · 하혜정 | 금상 이상은 은상 신승원 동상 최지원          |      |
| 2005년 | 금상 유수현 은상 김동민 · 최정민             | 금상 박혜지 은상 김나영 동상 김민지          | 금상 이선태 은상 임종경 동상 장안리          | 금상 박세은 은상 강효형 동상 정지영          |      |
| 2006년 | 금상 변재진 은상 강은아 동상 김진우          | 금상 연은주 은상 김민지 동상 홍연지          | 금상 조혜원 은상 임종경 동상 송찬옥          | 금상 이용정 은상 박예지 동상 김기완          |      |
| 2007년 | 금상 최윤선 은상 김현진 동상 이진주 · 김진우 | 금상 이요음 은상 여정하 동상 윤소라          | 금상 신상미 은상 한선천 동상 황성재          | 금상 한나래 은상 김은지 동상 이화            |      |
| 2008년 | 금상 변솔지 은상 박현경 동상 이우선          | 금상 이다솜 은상 문윤경 동상 서예린          | 금상 우유림 은상 황희진 동상 정필균          | 금상 이주리 은상 허서명 동상 오누리          |      |
| 2009년 | 금상 강민지 은상 유지홍 동상 이유진          | 금상 성은지 은상 박연정 동상 박기환 · 이나리 | 금상 이주미 은상 김희정 동상 함유정          | 금상 심현희 은상 강은혜 동상 윤효민          |      |
| 2010년 | 금상 엄예나 · 맹지은 동상 조은비             | 금상 김하서 · 김민아 동상 윤현수             | 금상 양지연 은상 김문화 동상 이경진          | 금상 정한솔 은상 권지우 동상 김기령          |      |
| 2011년 | 금상 이문영 은상 김현우 · 조은비             | 금상 강정문 은상 임현종 동상 박주상          | 금상 이서울 은상 심재호 동상 이홍            | 금상 안주원 은상 전여진 동상 원정윤          |      |
| 2012년 | 금상 박지원 은상 이창훈 동상 박주연          | 금상 조혜정 은상 서재원 동상 김원영          | 금상 황은아 은상 손주은 동상 박휘연          | 금상 이승현 은상 윤별 동상 이승민            |      |
| 2013년 | 금상 한지원 은상 정소영 동상 이희원          | 금상 추서현 은상 신윤주 동상 백상하 · 서이진 | 금상 주현호 은상 손주은 동상 신민경          | 금상 박서현 · 오한들 동상 이하연 · 장소영    |      |